# 乡元站
乡元站（韓語：향원역）是朝鮮民主主義人民共和國平安南道德川市的一個鐵路車站，属于平德线和长上线。

## 邻近车站
平德线
德川站 - 乡元站 - 杜日岭站
长上线
乡元站 - 长上站